# Человеческие расы
Человеческие расы (The Races of Mankind) — брошюра, посвященная исследованию расовых различий, написанная в 1943 антропологами Рут Бенедикт и Джин Вельтфиш совместно с художником Эдом Рейнхардтом. Написанная для армии США  вызвала колоссальный общественный резонанс и разошлась по миру миллионами проданных копий. В 1945 году анимационная студия «United Productions of America», взяв данный научный труд за основу, разработала по нему мультфильм под названием «Братство Людей» (англ. Brotherhood of Man).

## История создания
В 1943 году антропологи Колумбийского университета Рут Бенедикт и Джин Вельтфиш совместно с художником Эдом Рейнхардтом создали «Человеческие расы», брошюру на 32 страницы, мотивацией создания которой выступило стремление развенчать расовые мифы, распространяемые фашистами за рубежом в этот период. Бенедикт и Вельтфиш являлись учениками Франца Боаса и к тому времени уже были известны некоторыми работами собственного авторства. «Человеческие расы» — труд, который стал новой ступенью в подкреплении научной теории о том, что различия между людьми определяет не природа, а культура, что все люди на земле являются «единым целым, братьями и сестрами, одной расой», но так не похожи друг на друга лишь благодаря разным условиям, в которых растут, воспитываются и живут на протяжении всего своего существования.
Изначально Бенедикт и Вельтфиш создавали брошюру для участников боевых действий и армии, определяя данную работу как некий вклад в поддержку военной позиции США. Армия в свою очередь отреагировала на выпущенный материал положительно, копии начали активно распространяться, буквально передаваться из рук в руки. Однако, чуть позже конгрессмен штата Кентукки Эндрю Мэй раскритиковал «Человеческие расы», раздраженный тем, что в брошюру, посвященную борьбе с расизмом, вошли данные тестов на уровень IQ времен Первой мировой войны, которые показали, что светлокожие люди с юга (в том числе, и из Кентукки) набрали в общей сложности меньше баллов, чем темнокожие северяне. Мэй призвал военных прекратить продвижение и распространение брошюры, тем не менее, его действия лишь вызвали общественные протесты в поддержку труда антропологов, а также привели к широкому освещению ситуации в СМИ и внушительному росту продаж копий работы как среди членов армии, так и среди мирного населения. Сами авторы отреагировали на критику Мэя спокойно, заявив, что «разница в результатах интеллектуального теста наблюдалась не из-за того, что люди были темнокожими или светлокожими, жили на севере или на юге, а лишь потому, что эти группы населения имели неодинаковый подход к образованию, разный уровень дохода и несхожий доступ к благам, культурным преимуществам и возможностям».
Антропологи Рут Бенедикт и Джин Вельтфиш никогда не были жертвами расизма или антисемитизма, но пережитые ими неудачи — многие из которых были приписаны сексизму — подпитывали их осознание социальной несправедливости. Например, Бенедикт, первая женщина-президент Американской антропологической ассоциации (англ. American Anthropological Association), получила звание профессора только в последний год жизни. А Вельтфиш, несмотря на успешную защиту диссертации в 1929 году, получила докторскую степень в лишь в 1950 году. Для обеих женщин наука плотно переплеталось с активистской деятельностью, была способом выражения грамотной социальной позиции, согласно которой в разумном обществе одна группа людей не имела права угнетать и ненавидеть другую из-за существующих между ними различий. Антропологи боролись за права различных групп населения, изучая и объясняя их особенности. Бенедикт утверждала, что «любое проявление человеческого поведения, вне зависимости от того, насколько странным и незнакомым оно кажется, можно исследовать, и, в конечном счете, понять». Брошюра «Человеческие Расы», как и большая часть остальных работ Бенедикт и Вельтфиш, была направлена на укрепление взаимопонимания между людьми

## Описание содержания книги
«Человеческие Расы» — это книга, описывающая реализованное антропологами исследование расовых сходств, превосходств и различий, которое проливает свет на систему расовых взаимоотношений. Согласно приведенным в работе данным, фразы «я такой человек, потому что таким я появился на свет» и «я представитель определённой расы, поэтому для меня характерны определённые характеристики и свойства» являются заведомо ложными. Авторы книги стремились объяснить, что далеко не все черты и особенности человеческого существа можно назвать врожденными. Например, если ребёнка, рождённого скандинавскими родителями, в младенчестве перевезти в Китай, то он заговорит на китайском. Впоследствии, когда он вырастет, ему будет так же сложно выучить шведский язык, как и любому другому обычному китайскому ребёнку, рождённому от китайских родителей. Другими словами, этот скандинавский ребёнок не появился на свет запрограммированным на знание шведского языка заранее. Условия, в которых он вырос, — вот что повлияло на этот фактор. Ребёнок, вне зависимости от своей расы, будет разговаривать так, как это делает его окружение. Культурные различия между народами мира, зачастую являющиеся предлогом развертывания кровопролитных войн, тоже не зависят от принадлежности к какой-либо национальной группе. Культура — это «выученное поведение», она может измениться, если приверженца какой-либо культуры поместить в другую среду обитания, другой социум на длительный промежуток времени.
Ключевая идея книги «Человеческие Расы» выражается в научном обосновании того, что раса не предопределяет специфику личности и не влияет на достижения людей.

## Ремейки и успех
За первые десять лет существования научный труд «Человеческие Расы» был продан миллионным тиражом и переведен на французский, немецкий и японский языки. В 1945 году анимационная студия «United Productions of America» выпустила по книге мультфильм, получивший название «Братство Людей» (англ. Brotherhood of Man). В то время «UPA» являлась инновационной студией, основанной Дейвом Хилберманом и Заком Шварцем, бывшими сотрудниками студии «Дисней» (англ. Disney) и бывшими коммунистами, которые принимали участие в забастовке 1941 года. Под руководством этих людей и был разработан сценарий для вышеупомянутого мультфильма.
А в 1948 году по книге Бенедикт и Вельтфиш был создан сборник иллюстраций под названием «Во дворе Генри: Человеческие Расы» (англ. In Henry’s Backyard: Races of Mankind).

## Критика
Сотрудники The New York Times Book Review раскритиковали основной посыл книги о расовом равенстве: «мир пока не знает о генетике абсолютно всего, поэтому судить о влиянии наследственности и социума на формирование человеческих характеристик ещё слишком рано». Также, в этом обзоре жесткой критике подверглось не только само исследование, но и непосредственно его авторы. Рут Бенедикт и Джин Вельтфиш были специалистами в сфере антропологии, которая в те времена не всеми и не всегда считалась серьёзной наукой.
А в The New York Herald Tribune труд антропологов был, напротив, высоко оценен: «Когда над исследованием работают два профессионала из Департамента антропологии Колумбии, все ожидают, что результаты будут резонными и научно-обоснованными. Но если говорить об этой работе, то она, ко всему прочему, получилась забавной и интересной».